# Terry Holland
Terry Holland ist ein früherer US-amerikanischer Skeletonfahrer.
Terry Holland begann Mitte der 1980er Jahre mit seiner internationalen Karriere, die etwa 20 Jahre, bis 2004 andauern sollte. 1987 gewann er die erstmals ausgetragene Skeleton-Nordamerikameisterschaft. Den Erfolg konnte er im folgenden Jahr wiederholen. Bestes Ergebnis im Gesamtweltcup war der fünfte Platz in der Saison 1991/92. Holland konnte in seiner langen Karriere allerdings nie ein Weltcuprennen gewinnen. Bei den Skeleton-Weltmeisterschaften erzielte er als bestes Ergebnis einen vierten Platz 1997 in Lake Placid.
Seit der Saison 2001/02 wurde Holland in erster Linie im neu geschaffenen America’s Cup eingesetzt, wo er in der ersten Saison Fünfter der Gesamtwertung wurde. Nach seiner Karriere arbeitete Holland als Trainer und Offizieller für den US-Verband.